# 윈덤 할스웰

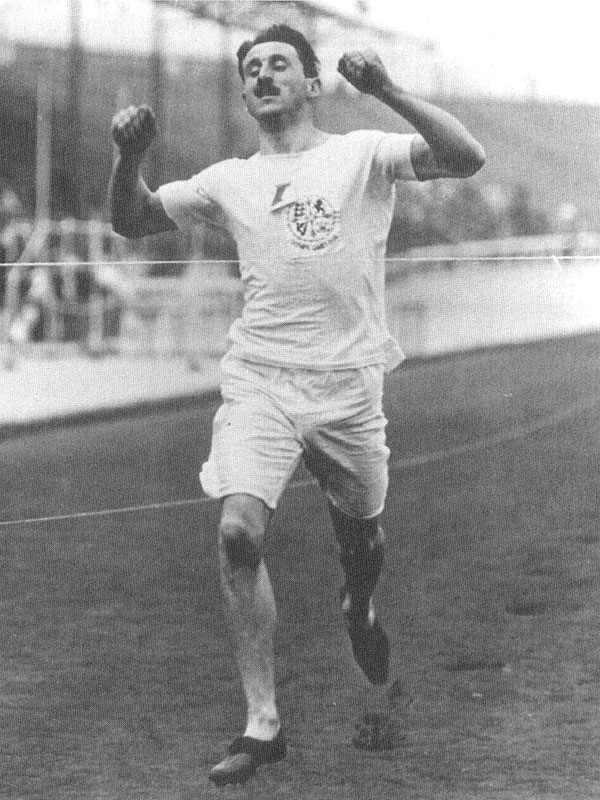

윈덤 할스웰(Wyndham Halswelle, 1882년 5월 30일 – 1915년 3월 31일)은 영국의 육상 경기 선수였다. 1908년 하계 올림픽에서 논쟁의 여지가 있는 400m 경주에서 우승하여, 워크오버로 올림픽 타이틀을 획득한 유일한 선수가 되었다.
할스웰은 또한 제2차 보어 전쟁과 제1차 세계 대전에 참전한 보병 장교였다. 1915년 뇌브 샤펠 전투에서 저격병에 의해 사망했다.